# Armadillidium album
Armadillium album es una especie del género Armadillidae, esa especie es tolerante al sal y la arena, que habitan en las dunas de arena costeras y en las marismas de Europa. A veces se pueden encontrar debajo de la madera flotante o enterrados dentro de granos de arena que imitan su patrón de color.

## Distribución y habitad
posee una amplia distribución costera europea, donde se puede encontrar habitando tanto en climas templados como mediterráneos. La especie se ha registrado en hábitats costeros de Bélgica, Francia, Grecia, Irlanda, Italia, Portugal, España, Países Bajos y Reino Unido. También se puede encontrar en las Islas Azores, Islas Baleares, Cerdeña, Sicilia y la isla de Córcega.